# Objective Difference Grade
Der Objective Difference Grade (ODG) ist ein Maß zur Beurteilung von Klangqualität.
Es handelt sich um ein berechnungsbasiertes Pseudomaß zur Bewertung von Verfahren, die Audiodaten verändern, z. B. verlustbehafteter Audiodatenkompression, wie sie beim MP3-Format eingesetzt wird. Der ODG wurde in der ITU-Empfehlung BS.1387 (PEAQ)  definiert und nimmt Werte zwischen 0 und −4 an, wobei 0 den besten Wert darstellt und bedeutet, dass keine Qualitätsbeeinträchtigung vorliegt. Bei einem Wert von minus 4 liegt absolute Unzumutbarkeit vor.